# Малешев (Житковичский район)
Малешев (бел. Малешаў) — деревня в Вересницком сельсовете Житковичского района Гомельской области Белоруссии.

## География

### Расположение
В 43 км на юго-запад от районного центра и железнодорожной станции Житковичи (на линии Лунинец — Калинковичи), 273 км от Гомеля.

## Транспортная сеть
Транспортные связи по просёлочной, затем автомобильной дороге Туров — Лельчицы. Планировка состоит из бессистемно расположенных деревянных усадьб.

## История
Согласно письменным источникам известна с XVI века как деревня в Трокском воеводстве, с 1565 года в Пинском повете Берестейского воеводства Великого княжества Литовского, шляхетская собственность. В 1742 году 18 дымов, у крестьян 40 волов, 6 коней; трактир, наследное владение князя М. К. Радзивилла. В 1792 году в деревне Малый Малешев построена церковь.
После 2-го раздела Речи Посполитой (1793 год) в составе Российской империи. Дворянин Герсович владел в деревне в 1855 году 200 десятинами земли. Согласно переписи 1897 года находились церковь, ветряная мельница, кузница. В 1903 году открыта школа. В 1908 году в Туровской волости Мозырского уезда Минской губернии.
Во время Великой Отечественной войны в июле 1944 года немецкие оккупанты сожгли 80 дворов и убили 16 жителей. 99 жителей погибли на фронтах. Согласно переписи 1959 года в составе колхоза «1 Мая» (центр — деревня Вересница). Действуют 9-летняя школа, клуб, библиотека, фельдшерско-акушерский пункт, отделение связи.

## Население

### Численность
- 2004 год — 239 хозяйств, 570 жителей.

### Динамика
- 1811 год — 46 дворов.
- 1897 год — 69 дворов, 508 жителей (согласно переписи).
- 1908 год — 579 жителей.
- 1921 год — 106 дворов, 783 жителя.
- 1925 год — 122 двора.
- 1959 год — 962 жителя (согласно переписи).
- 2004 год — 239 хозяйств, 570 жителей.

## Известные уроженцы
- В. В. Катков — командир партизанской бригады имени В. И. Ленина в Брестской области.